# Хрисостомос Папагеоргиу
Хрисостомос Папагеоргиу (на гръцки: Χρυσόστομος Παπαγεωργίου) е гръцки андартски капитан, деец на Гръцката въоръжена пропаганда в Македония от ІІ ред.

## Биография
Хрисостомос Папагеоргиу е роден в Драма, тогава Османската империя, днес Гърция. В 1903 година се присъединява към гръцките борби срещу дейци на Вътрешната македоно-одринска революционна организация. Действа до 1908 година.